# AEW x NJPW: Forbidden Door
AEW x NJPW: Forbidden Door – cykl corocznych gal profesjonalnego wrestlingu współpromowanych przez amerykańską promocję All Elite Wrestling (AEW) i japońską promocję New Japan Pro-Wrestling (NJPW) i nadawanych na żywo w systemie pay-per-view. Założona w 2022 roku, odbywa się corocznie w czerwcu i obejmuje bezpośrednią rywalizację pomiędzy wrestlerami z obu promocji. Gala bierze swoją nazwę od tego samego terminu często używanego przez AEW w odniesieniu do współpracy z innymi firmami wrestlingu.

## Historia
W lutym 2021 roku amerykańska organizacja wrestlingu All Elite Wrestling (AEW) nawiązała współpracę z japońską promocją New Japan Pro-Wrestling (NJPW). Od tego czasu zarówno AEW, jak i NJPW, ich zapaśnicy pojawiają się wzajemnie na swoich występach w Stanach Zjednoczonych. 15 kwietnia 2022 roku poinformowano, że trwają prace nad planowanym, wspólnie promowanym wydarzeniem zorganizowanym przez obie promocje.
20 kwietnia 2022 r. na odcinku AEW Dynamite prezes AEW Tony Khan przedstawił prezesa NJPW Takamiego Ohbariego, aby wydał ważne oświadczenie dotyczące poszczególnych spółek. Przerwał im wrestler AEW Adam Cole, który oficjalnie ogłosił, że 26 czerwca 2022 roku w United Center w Chicago w stanie Illinois odbędzie się współpromowane wydarzenie pay-per-view (PPV) zatytułowane Forbidden Door. Wydarzenie wzięło swoją nazwę od tego samego terminu często używanego przez AEW w odniesieniu do współpracy z innymi promocjami wrestlingu.
Na 15 marca 2023 r. zaplanowano drugie wydarzenie Forbidden Door pomiędzy AEW i NJPW, które odbędzie się 25 czerwca 2023 roku w Scotiabank Arena w Toronto w prowincji Ontario w Kanadzie, ustanawiając w ten sposób Forbidden Door jako coroczne wydarzenie pomiędzy obiema firmami. Wydarzenie to było także pierwszym PPV AEW zorganizowanym poza Stanami Zjednoczonymi i pierwszym PPV NJPW zorganizowanym w Kanadzie.

## Lista gal
| Gala                  | Data                  | Lokalizacja              | Arena            | Walka wieczoru                                                                     | Przypis |
| --------------------- | --------------------- | ------------------------ | ---------------- | ---------------------------------------------------------------------------------- | ------- |
| Forbidden Door (2022) | 26 czerwca 2022(dts)  | Chicago, Illinois        | United Center    | Jon Moxley vs. Hiroshi Tanahashi Singles match o tymczasowy AEW World Championship | [ 6 ]   |
| Forbidden Door (2023) | 25 czerwca 2023(dts)  | Toronto, Ontario, Kanada | Scotiabank Arena | Bryan Danielson vs. Kazuchika Okada Singles match                                  | [ 7 ]   |
| Forbidden Door (2024) | 30 czerwca 2024(dts)  | Elmont, Nowy Jork        | UBS Arena        | Swerve Strickland (c) vs. Will Ospreay Singles match o AEW World Championship      | [ 8 ]   |
| Forbidden Door (2025) | 24 sierpnia 2025(dts) | Londyn, Anglia           | The O2 Arena     |                                                                                    |         |